# Ulea yesensis
Ulea yesensis là một loài rêu trong họ Rhachitheciaceae. Loài này được Besch. ex Iisiba mô tả khoa học đầu tiên năm 1929.